# 10346 Triathlon
10346 Triathlon è un asteroide della fascia principale. Scoperto nel 1992, presenta un'orbita caratterizzata da un semiasse maggiore pari a 2,3575549 UA e da un'eccentricità di 0,2070394, inclinata di 24,29220° rispetto all'eclittica.